# Поступальский, Сергей Николаевич
Сергей Николаевич Поступальский (4 октября 1934, Литомышль — 13 апреля 2016, Сок Прейри) — известный американский орнитолог русского происхождения. Признанный специалист по скопе и белоголовому орлану, активно занимавшийся также кольцеванием птиц и усовершенствовавший его. Сыграл большую роль в запрете использования пестицидов и стабилизации численности американских орлов. В последние годы жизни занимался и спутниковым мечением птиц.

## Биография
Родился в Чехии в семье русского эмигранта. Эмигрировал в США в возрасте 17 лет в 1951 году. Скончался от рака. Кремирован, прах развеян в местах, где учёный около полувека проводил исследования.

## Личная жизнь
Коллекционировал марки, любил оперу. У него остались жена и дочь.